# Madison Brengle
Madison Brengle (* 3. April 1990 in Dover, Delaware) ist eine US-amerikanische Tennisspielerin.

## Karriere
Brengle spielt überwiegend Turniere auf dem ITF Women’s Circuit und konnte dort bislang 19 Einzel- und sieben Doppeltitel gewinnen; den ersten davon schon 2005 im Alter von nur 15 Jahren. Aufgrund ihres vielversprechenden Talents erhielt sie daraufhin vom amerikanischen Tennisverband sogleich eine Wildcard für das Qualifikationsturnier der US Open, bei dem sie in der ersten Runde ausschied. 2006 bekam sie in New York erneut die Chance in der Qualifikation, bei der sie diesmal ihr erstes Match überstand, ehe sie an Julija Bejhelsymer scheiterte. Im folgenden Jahr erreichte sie bei den Juniorinnen gleich zwei Grand-Slam-Finals, einmal bei der Juniorinnenkonkurrenz der Australian Open 2007, wo sie sich Anastassja Pawljutschenkowa in zwei Tiebreaks geschlagen geben musste, sowie in Wimbledon, das sie gegen Urszula Radwańska verlor.
2008 erhielt sie dafür eine Wildcard ins Hauptfeld der Australian Open, scheiterte dort aber zum Auftakt, ebenso wie bei den Paris. Nach konstanten Ergebnissen auf der ITF Tour schloss sie das Jahr erstmals in den Top 200 der Weltrangliste ab. Danach stagnierten die Leistungen Brengles, die nicht über die ITF Tour hinauskam, auf der sie bis Ende 2013 insgesamt fünf Titel holen konnte. Mehr als drei Jahre nach ihrem ersten Hauptrundenerfolg auf der WTA Tour in College Park, erreichte sie gegen Ende der Saison 2014 in Linz aus der Qualifikation heraus zum ersten Mal das Viertelfinale eines WTA-Turniers und profitierte dabei nacheinander von gleich zwei Aufgaben, ehe sie sich in der Runde der letzten Acht Karolína Plíšková geschlagen geben musste. Durch gute Leistungen auf der ITF Tour sowie die Triumphe bei zwei Turnieren der $50.00-Kategorie, wurde sie am Ende des Jahres zum ersten Mal in ihrer Karriere unter den Top 100 der Welt geführt.
Anfang 2015 gelang Brengle bei den Turnieren in Australien der endgültige Durchbruch auf der WTA Tour. Nachdem sie zunächst als Qualifikantin die zweite Runde in Brisbane erreicht hatte, spielte sie sich in Hobart, ebenfalls aus der Qualifikation heraus, in ihr erstes WTA-Finale, in dem sie Heather Watson unterlag. Bei den anschließenden Australian Open stand sie nach zuvor insgesamt 24 vergeblichen Anläufen in der Qualifikation aufgrund ihrer verbesserten Weltranglistenposition erstmals direkt im Hauptfeld. Nach einem Auftaktsieg über Andrea Petković kam sie bis in die vierte Runde, war dort gegen Madison Keys jedoch chancenlos. Dennoch kletterte sie in der Weltrangliste weiter nach oben und erzielte nach dem Einzug ins Halbfinale des Porsche Tennis Grand Prix in Stuttgart, wo sie in der ersten Runde gegen Petra Kvitová ihren ersten Erfolg über eine Top-10-Spielerin feiern konnte, mit Rang 35 ihre bisher beste Weltranglistenplatzierung. Auf diese folgte jedoch eine Serie von neun Zweisatzniederlagen in Folge auf Sandplatz und Rasen, von der sie sich erst auf amerikanischem Hartplatz erholte, wo sie unter anderem in New York noch einmal die dritte Runde eines Grand Slams erreichte. Die Saison beendete sie souverän in den Top 50.
2016 konnte Brengle die Resultate des Vorjahrs zwar nicht wiederholen, doch hatte sie weiterhin einige Achtungserfolge vorzuweisen. So erreichte sie bei den Australian Open noch einmal die dritte Runde und kam in Dubai nach einem weiteren Sieg gegen Petra Kvitová bis ins Viertelfinale, wo sie der späteren Siegerin Sara Errani in drei Sätzen unterlag. Anschließend gewann sie auf der ITF Tour bei einem Turnier der $50.000-Kategorie ihren achten Titel. Ihr bestes Ergebnis auf der WTA Tour war das Erreichen des Halbfinals in ’s-Hertogenbosch. Zu Beginn der Saison 2017 überraschte Brengle noch einmal mit einem Sieg gegen Serena Williams in der zweiten Runde von Auckland. Im Anschluss war sie jedoch wieder vermehrt auf der amerikanischen ITF Tour unterwegs, wo sie zwei Turniere der $60.000-Kategorie am Stück gewinnen konnte. In Wimbledon gelang Brengle dann ihr bereits dritter Sieg über Petra Kvitová, durch den sie sich erstmals für die dritte Runde des Rasenslams qualifizieren konnte.
Ab 2018 machte sich Brengle vor allem als Titelanwärterin bei höherklassigen amerikanischen ITF-Turnieren einen Namen. So feierte sie zu Beginn des Jahres in Midland bei einem Turnier der $100.000-Kategorie durch einen Finalerfolg gegen Jamie Loeb ihren bis dahin größten Triumph und gab in keiner der fünf Begegnungen dort mehr als fünf Spiele ab. 2018 und 2019 war sie bei jeweils zwei weiteren $60.000-Turnieren siegreich und schloss zum insgesamt sechsten Mal in den Top 100 der Weltrangliste ab. Im Jahr darauf konnte sie beim Turnier der WTA Challenger Series in Newport Beach mit einem Endspielsieg über Stefanie Vögele ihren 16. und bisher größten Karrieretitel verbuchen.
Auch 2021 spielte Brengle hauptsächlich kleinere Turniere in den Vereinigten Staaten. Neben einer Finalteilnahme beim ITF-Turnier der $100.000.-Kategorie in Charleston, wo sie Claire Liu unterlag, erzielte sie das Halbfinale beim WTA Challenger in Concord, gewann ein ITF-Turnier der $80.000-Kategorie und gewann zum Saisonabschluss in Midland nach einem Sieg im Endspiel über Robin Anderson ihren zweiten Challenger-Titel. Anfang 2022 konnte Brengle in Doha bei einem WTA Premier 5-Turnier das Achtelfinale erreichen, nachdem Wiktoryja Asaranka in der zweiten Runde verletzungsbedingt nicht antreten konnte.

## Turniersiege

### Einzel
| Nr. | Datum              | Turnier           | Kategorie      | Belag             | Finalgegnerin             | Ergebnis         |
| --- | ------------------ | ----------------- | -------------- | ----------------- | ------------------------- | ---------------- |
| 1.  | 17. Juli 2005      | Baltimore         | ITF $10.000    | Hartplatz         | Beau Jones                | 6:4, 6:1         |
| 2.  | 6. März 2011       | Hammond           | ITF $25.000    | Hartplatz         | Stéphanie Foretz Gacon    | 6:3, 6:3         |
| 3.  | 11. März 2012      | Fort Walton Beach | ITF $25.000    | Hartplatz         | Tereza Mrdeža             | 6:4, 3:6, 6:3    |
| 4.  | 17. Februar 2013   | Rancho Santa Fe   | ITF $25.000    | Hartplatz         | Nicole Gibbs              | 6:1, 6:4         |
| 5.  | 11. August 2013    | Landisville       | ITF $25.000    | Hartplatz         | Olivia Rogowska           | 6:2, 6:0         |
| 6.  | 27. Juli 2014      | Lexington         | ITF $50.000    | Hartplatz         | Nicole Gibbs              | 6:3, 6:4         |
| 7.  | 28. September 2014 | Las Vegas         | ITF $50.000    | Hartplatz         | Michelle Larcher de Brito | 6:1, 6:4         |
| 8.  | 3. April 2016      | Osprey            | ITF $50.000    | Sand              | Lara Arruabarrena Vecino  | 4:6, 6:4, 6:3    |
| 9.  | 30. April 2017     | Charlottesville   | ITF $60.000    | Sand              | Caroline Dolehide         | 6:4, 6:3         |
| 10. | 7. Mai 2017        | Charleston        | ITF $60.000    | Sand              | Danielle Collins          | 4:6 6:2 6:3      |
| 11. | 4. Februar 2018    | Midland           | ITF $100.000   | Hartplatz (Halle) | Jamie Loeb                | 6:1, 6:2         |
| 12. | 12. August 2018    | Landisville       | ITF $60.000    | Hartplatz         | Kristie Ahn               | 6:4, 1:0 Aufgabe |
| 13. | 7. Oktober 2018    | Stockton          | ITF $60.000    | Hartplatz         | Danielle Lao              | 7:5, 7:610       |
| 14. | 21. Juli 2019      | Berkeley          | ITF W60        | Hartplatz         | Mayo Hibi                 | 7:5, 6:4         |
| 15. | 11. August 2019    | Landisville       | ITF W60        | Hartplatz         | Zhu Lin                   | 6:4, 7:5         |
| 16. | 2. Februar 2020    | Newport Beach     | WTA Challenger | Hartplatz         | Stefanie Vögele           | 6:1, 3:6, 6:2    |
| 17. | 24. Oktober 2021   | Macon             | ITF W80        | Hartplatz         | Sarina Dijas              | 6:4, 4:6, 6:4    |
| 18. | 7. November 2021   | Midland           | WTA Challenger | Hartplatz (Halle) | Robin Anderson            | 6:2, 6:4         |
| 19. | 25. September 2022 | Berkeley          | ITF W60        | Hartplatz         | Yuan Yue                  | 6:73, 6:3, 6:2   |
| 20. | 2. Oktober 2022    | Templeton         | ITF W60        | Hartplatz         | Robin Montgomery          | 4:6, 6:4, 6:2    |
| 21. | 23. Oktober 2022   | Macon             | ITF W60        | Hartplatz         | Panna Udvardy             | 6:3, 6:1         |

### Doppel
| Nr. | Datum            | Turnier              | Kategorie      | Belag     | Partnerin        | Finalgegnerinnen                          | Ergebnis         |
| --- | ---------------- | -------------------- | -------------- | --------- | ---------------- | ----------------------------------------- | ---------------- |
| 1.  | 28. Oktober 2007 | Augusta              | ITF $25.000    | Hartplatz | Kristy Frilling  | Angelina Gabujewa Alissa Kleibanowa       | 6:3, 6:3         |
| 2.  | 11. Mai 2008     | Indian Harbour Beach | ITF $50.000    | Sand      | Kristy Frilling  | Raquel Kops-Jones Abigail Spears          | 2:6, 6:4, [10:7] |
| 3.  | 17. Oktober 2010 | Troy                 | ITF $50.000    | Hartplatz | Asia Muhammad    | Alina Schidkowa Laura Siegemund           | 6:2, 6:4         |
| 4.  | 11. März 2012    | Fort Walton Beach    | ITF $25.000    | Hartplatz | Paula Kania      | Jelena Bowina Alizé Lim                   | 6:3, 6:4         |
| 5.  | 26. Oktober 2013 | Florence             | ITF $25.000    | Hartplatz | Anamika Bhargava | Kristi Boxx Abigail Guthrie               | 7:5, 7:5         |
| 6.  | 26. Oktober 2014 | Macon                | ITF $50.000    | Hartplatz | Alexa Glatch     | Anna Tatischwili Ashley Weinhold          | 6:0, 7:5         |
| 7.  | 20. Juli 2019    | Berkeley             | ITF W60        | Hartplatz | Sachia Vickery   | Francesca Di Lorenzo Katie Swan           | 6:3, 7:5         |
| 8.  | 18. Juni 2022    | Gaiba                | WTA Challenger | Rasen     | Claire Liu       | Witalija Djatschenko Oksana Kalaschnikowa | 6:4, 6:3         |

## Abschneiden bei Grand-Slam-Turnieren

### Dameneinzel
| Turnier         | 2005 | 2006 | 2007 | 2008 | 2009 | 2010 | 2011 | 2012 | 2013 | 2014 | 2015 | 2016 | 2017 | 2018 | 2019 | 2020 | 2021 | 2022 | 2023 | Karriere |
| --------------- | ---- | ---- | ---- | ---- | ---- | ---- | ---- | ---- | ---- | ---- | ---- | ---- | ---- | ---- | ---- | ---- | ---- | ---- | ---- | -------- |
| Australian Open | —    | —    | 1    | 1    | Q2   | Q1   | Q1   | Q2   | Q1   | Q3   | AF   | 3    | 1    | 1    | 2    | 1    | 2    | 2    | 1    | AF       |
| French Open     | —    | —    | Q2   | 1    | Q1   | Q2   | Q1   | Q2   | Q1   | Q1   | 1    | 1    | 2    | 1    | 1    | 1    | 2    | 2    | 1    | 2        |
| Wimbledon       | —    | —    | —    | —    | Q3   | Q2   | Q1   | Q1   | Q1   | Q3   | 1    | 1    | 3    | 2    | 2    |      | 3    | 1    | 2    | 3        |
| US Open         | Q1   | Q2   | 1    | Q2   | Q1   | Q1   | Q1   | Q1   | Q3   | 2    | 3    | 1    | 1    | 1    | 1    | 3    | 1    | 1    | 1    | 3        |

Zeichenerklärung: S = Turniersieg; F, HF, VF, AF = Einzug ins Finale / Halbfinale / Viertelfinale / Achtelfinale; 1, 2, 3 = Ausscheiden in der 1. / 2. / 3. Hauptrunde; Q1, Q2, Q3 = Ausscheiden in der 1. / 2. / 3. Qualifikationsrunde; nicht ausgetragen

### Damendoppel
| Turnier         | 2007 | 2008 | 2009 | 2010 | 2011 | 2012 | 2013 | 2014 | 2015 | 2016 | 2017 | 2018 | 2019 | 2020 | 2021 | 2022 | 2023 | Karriere |
| --------------- | ---- | ---- | ---- | ---- | ---- | ---- | ---- | ---- | ---- | ---- | ---- | ---- | ---- | ---- | ---- | ---- | ---- | -------- |
| Australian Open | —    | —    | —    | —    | —    | —    | —    | —    | —    | 1    | 1    | 2    | —    | —    | 1    | 1    | 1    | 2        |
| French Open     | —    | —    | —    | —    | —    | —    | —    | —    | 2    | AF   | 2    | —    | —    | 1    | 1    | 1    | —    | AF       |
| Wimbledon       | —    | —    | —    | —    | —    | —    | —    | —    | 1    | 2    | —    | —    | 1    |      | 1    | 1    | —    | 2        |
| US Open         | 1    | —    | —    | —    | —    | —    | —    | —    | 1    | 1    | 1    | —    | 1    | —    | 1    | 1    | —    | 1        |

### Juniorinneneinzel
| Turnier         | 2006 | 2007 | 2008 | Karriere |
| --------------- | ---- | ---- | ---- | -------- |
| Australian Open | 1    | F    | AF   | F        |
| French Open     | —    | AF   | —    | AF       |
| Wimbledon       | 1    | F    | —    | F        |
| US Open         | 3    | 1    | VF   | VF       |

### Juniorinnendoppel
| Turnier         | 2006 | 2007 | 2008 | Karriere |
| --------------- | ---- | ---- | ---- | -------- |
| Australian Open | AF   | VF   | AF   | VF       |
| French Open     | —    | 1    | —    | 1        |
| Wimbledon       | —    | AF   | —    | AF       |
| US Open         | 1    | 1    | 2    | 2        |